# アシッドアタック

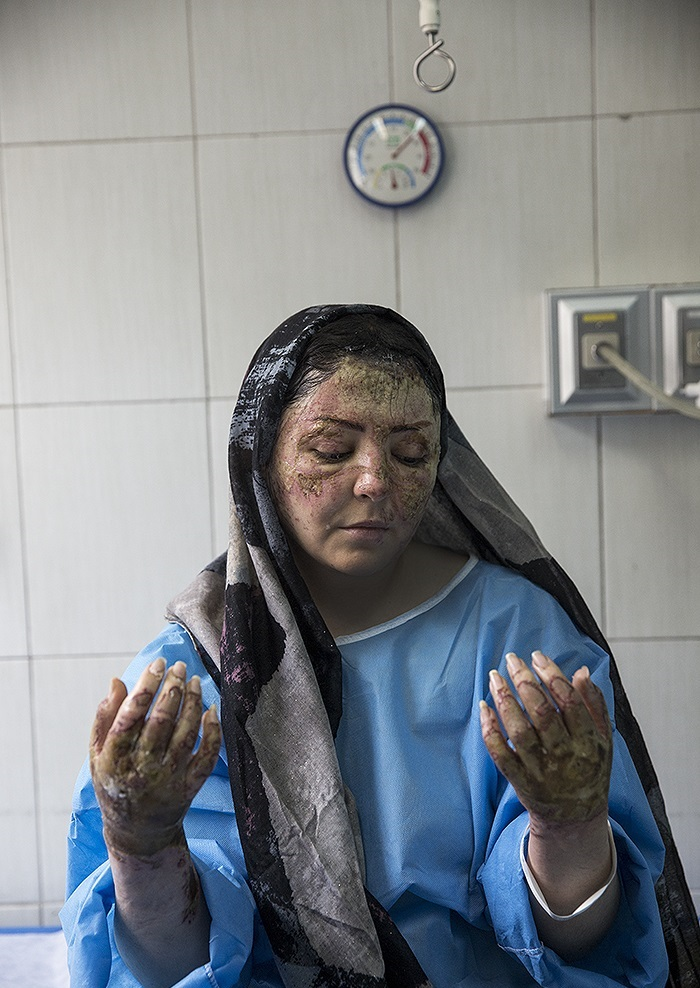
テヘランで治療を受ける37歳の被害女性（2018年）

アシッドアタック（英: Acid attacks、Acid throwing）は、硫酸・塩酸・硝酸など劇物としての酸（英: acid）を他者の顔や頭部などにかけて火傷を負わせ、顔面や身体を損壊にいたらしめる行為を指す。別名『酸攻撃』ともいう。
25歳から34歳の女性が最も被害を受けやすく、男性優位で女性の立場が弱い地域で起こりやすいドメスティックバイオレンスである場合が多い。一方、ナイフや銃などの武器規制の強化により、強盗などが純粋に犯罪行為の道具として使用するケースも増加している。

## 概説
主に中東や南アジアなどで問題になっており、アシッドアタックが盛んな国としてバングラデシュ、パキスタン、インド、コロンビア、カンボジアなどの国が挙げられる。他にもアフリカや南米などにも広がり、世界各地で同様の事件が起きている。
特にバングラデシュは、アシッドアタックが世界で最も多く報告されている国であり、その数は1999年以降で3,000件以上に上る。だが、この国では女性蔑視の風潮が強いこともあり、被害にあっても裁判に至ることは少ないという。コロンビアでは国の主要産業であるゴム産業で使用される関係から、強酸の入手が容易であることが多発の原因にもなっていると考えられており、インドでは、被害者への救済策の制定と共に、酸の売買に規制がかけられることになった。パキスタンでは、酸攻撃が女性の社会参加を抑制する目的もあると考えられている。
アシッドアタックの原因として、友人・男女関係のもつれ、人種・マイノリティ差別、社会的・政治的・宗教的対立、ギャング抗争、不動産や家畜をめぐる争いなどが挙げられている。

## 被害
世界初のアシッドアタック被害者の救済支援団体である、アシッド・サバイバーズ・トラスト・インターナショナルの責任者によると、世界中から毎年1,500件あまりのアシッドアタックが報告されているが、報復の懸念や被害者が教育を受けていない環境などにおかれているために通報に至らぬケースもあり、実数はもっと多いとしている。
国連の調査からは、アシッドアタックは加害男性による嫉妬や交際や縁談を断られたことに対する逆恨み、果ては父親から生まれてきた子が女だったからなどの身勝手な動機から、被害女性の外見を破壊し、苦痛を与える目的で行われているという結果が出ている。
- バングラデシュでの被害者
- コロンビアでの被害者
- イランでの被害者

## 世界各国の状況

### イギリス
英国での事件数の増加は著しく、首都のロンドンで起きるアシッド・アタックの数は、2010年から2016年までの6年間で1900件以上との報告があがっている。2016年時点で、平均して週3件のアシッドアタックが起きており、英国はバングラデシュに次ぐ世界第2位のアシッドアタック多発国となっている。
これには、イギリスの厳しい武器規制が関係しているとの指摘がある。イギリスはフーリガン対策として都市部での所持品検査が厳しく、銃器のみならずスタンガンや催涙スプレーなどの護身用品の取り締まりも強化されている。また「ツーストライクス（Two strikes）」と呼ばれる規制があり、ナイフの携行で2度有罪が確定すると、自動的に6カ月以上の禁錮刑が科せられることになっている。
一方で薬品は警察の管轄ではないことから規制が緩いため、犯罪者が法の抜け穴を利用して、規制が厳しいナイフや銃に代わり、規制が緩い酸性物質を武器として使うようになったからという指摘がある。
- 2008年3月 - TVプレゼンターでモデルのケイティ・パイパー（英語版）は、Facebookを通じて知り合った男に性暴力を受け、その2日後にその男と結託した男に酸をかけられ、左目を失明した[12]。

### アメリカ
- 1848年1月21日 - 歯科医のホーレス・ウェルズが、売春婦2人に硫酸をかけ逮捕された。
- 1956年4月5日 - マフィアの幹部ジョン・ディオガルディが、ジャーナリストに硫酸をかけ失明させた。

### ベルギー
- 2009年 - ファッションモデルのパトリシア・ルフランが、配達員を装って訪問した元恋人に硫酸をかけられて顔と全身を負傷し、3カ月間昏睡状態に陥った[13]。

### ロシア
- 1985年6月15日 - エルミタージュ美術館所蔵のレンブラント絵画『ダナエ』が、リトアニア人の男に硫酸をかけられて損傷した。
- 2013年1月17日 - ボリショイ・バレエ団の芸術監督セルゲイ・フィーリンが、ダンサーから硫酸で襲撃された[14]。

### マレーシア
- 2024年5月5日 - サッカーマレーシア代表にも選ばれているサッカー選手のファイサル・ハリム（英語版）が、クアラルンプール郊外のショッピングモール前で濃硫酸をかけられ、重度のやけどを負った[15]。

### 韓国
- 1999年5月20日 - 大邱広域市東区孝睦洞で、塾に行く途中の6歳の少年が男に硫酸をかけられ、49日後に死亡した。警察は犯人を特定できず、未解明のままである[16]。

### 日本
- 1891年12月24日 - 上野発高崎行きの汽車の中で、埼玉県の自由党員が政敵の改進党県議（大久保己之助、橋本近、伊古田豊三郎、根岸武香）に硫酸を浴びせ負傷させた[17]。秩父・熊谷間の新道建設に関する利権対立によるもので、周囲の乗客（代言人塩入太助、商人）らも巻き込む大騒動となった[18]。犯人の一人も硫酸のしぶきによって失明し、10年の服役後、公衆浴場の番台係として余生を送った[19]。犯人は石川三四郎の親戚や、異母兄（長兄・次兄）とその友人ら6人であった[20]。伊藤痴遊の講談作品にもなった[21][22]。
- 1927年12月28日 - 野田醤油労働争議中に、人事課主任の親族が散歩中に労働組合員により塩酸をかけられ失明し、更に翌1928年1月26日にも帰宅途中の会社顧問が、労働組合員により硫酸をかけられ負傷し、4月2日にも出勤途中の作業係主任が塩酸をかけられて負傷した[23]。
- 1948年 - 東武鉄道人事課長への、硫酸瓶投てき未遂事件[24]。
- 1951年1月23日 - 四日市事件。
- 1952年 - 相馬ヶ原駐屯地事件。
- 1954年3月7日 - 奈良硫酸事件。
- 1957年1月13日 - 客席にいたファンの少女が舞台にかけ上がり、当時19歳の美空ひばりの顔に塩酸の入った瓶を投げつけ、全治3週間の火傷を負わせた。
- 1965年1月 - 神奈川県横浜市で、晴れ着の女性20人以上に硫酸を振りかける変質者が出没した[25][26]。
- 1967年12月30日 - 紅雲町三角関係殺人事件。
- 1972年3月22日 - 大日本愛国党書記長による、藤山愛一郎議員硫酸襲撃未遂事件。
- 1972年6月4日 - ダテハクタカ事件。
- 2015年4月 - 群馬県高崎市で当時30歳の男が、スカートに黒ストッキングの女性の脚ばかりを狙った、硫酸による連続傷害事件が発生した[27]。
- 2021年8月24日 - 東京都港区の地下鉄白金高輪駅構内で、25歳の男が大学時代のサークルの後輩だった男性に硫酸をかけ、顔などに全治6か月の怪我を負わせた[28]。また、その後方にいた女性もこぼれた液体で転倒し、右膝に火傷を負った。